# Chrabąszczowate
Chrabąszczowate (Melolonthinae) – podrodzina chrząszczy z rodziny żukowatych (Scarabeidae).
Dorosłe osobniki chrabąszczowatych są głównie liściożerne, a ich pędrakowate larwy żerują na korzeniach roślin. Znanymi przedstawicielami są chrabąszcze z rodzaju Melolontha. Przedstawiciele północnoamerykańskiego rodzaju Macrodactylus są pospolitymi szkodnikami. Macrodactylus subspinosus żeruje na kwiatach oraz listowiu winorośli, róż i innych roślin. Pędraki tego gatunku mogą powodować zatrucia wśród drobiu, który żywi się nimi. Guniak czerwczyk (Amphimallon solstitiale) osiąga ok. 16 mm długości. Jego pędraki wyrządzają znaczne szkody w uprawach polowych.

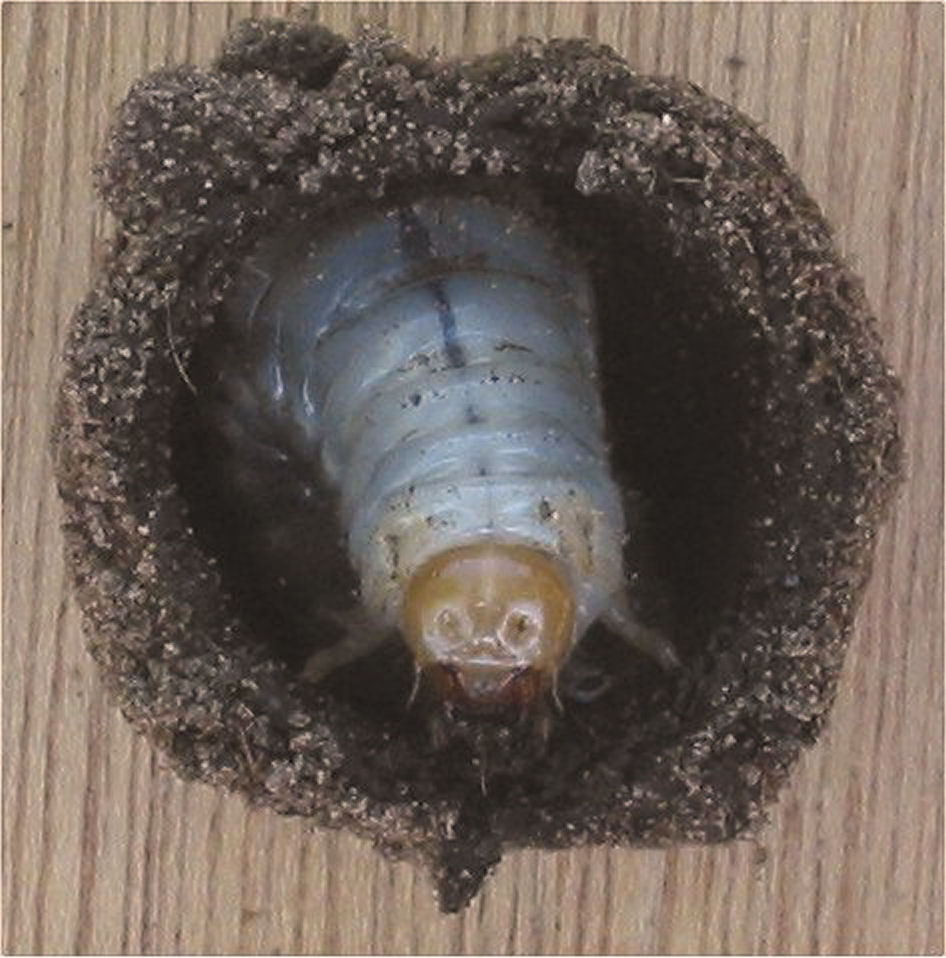
Larwa (pędrak) chrabąszcza majowego

Na półkuli północnej pospolite są chrabąszczowate z rodzaju Phyllophaga. Chrząszcze te, przywabiane przez światło, pojawiają się w ciepłe, wiosenne wieczory. Mają lśniące pokrywy i osiągają 12–25 mm długości. Nocami zjadają liście i kwiaty, powodując (przy masowych pojawach) znaczne szkody w uprawach kukurydzy, ziemniaków czy truskawek; przez podgryzanie korzeni traw mogą niszczyć również trawniki i pastwiska.